# Оливер, Мария Роса
Мария Роса Оливер (исп. Maria Oliver; 1898—1977) — общественный деятель Латинской Америки, аргентинская писательница и публицистка. Лауреат Международной Ленинской премии «За укрепление мира между народами» 1957 года.

## Биография
Правнучка Xосе де Сан-Мартина (1778—1850), одного из руководителей Войны за независимость испанских колоний в Латинской Америке 1810—1826, национального героя Аргентины.
В 1938—1942 годах руководила передовым экспериментальным театром-студией в Буэнос-Айресе «Ла Кортина» (La Cortina).
В 1936—1943 годах — вице-председатель Союза аргентинских женщин. Активная деятельница Движения сторонников мира. Участница создания Аргентинского совета мира (1948). В 1944 году госсекретарь США Нельсон Рокфеллер назначил её улучшать отношения США и Аргентины.
С 1952 года — член Всемирного Совета Мира (ВСМ), с 1953 года — член Бюро ВСМ. Одна из инициаторов созыва Континентального конгресса деятелей культуры в защиту мира (1956).

## Творчество
Автор рассказов, публицистических статей по вопросам национальной независимости народов Латинской Америки и защиты национальной культуры. Мемуаров.
В газетах La Nación («Нация») и журнале Sur («Юг») печатала очерки на общественно-культурные темы, рассказы, пронизанные гуманизмом и сочувствием к обездоленным.
Занималась переводами западноевропейских писателей.

## Избранные произведения
- «Весь мир — мой дом» (1965)
- «Жизнь повседневная» (1969)

В русском переводе были напечатаны рассказы «Потерянный день» (в кн. «Лики мира», М., 1956) и «Молчаливый Бенито» («Огонёк», 1958, № 22).

## Награды
- Золотая медаль Мира (1952).
- Международная Ленинская премия «За укрепление мира между народами» (1957).